# Dreamin'
Singles de Youssoupha
Histoires vraies
(2011)
Pistes de Noir D****
Tout l'amour du monde Gestelude, Pt. 2
Dreamin' est une chanson du rappeur français Youssoupha sortie en janvier 2012 sous le label Bomaye Musik. Extrait de l'album studio Noir D**** (2012), le refrain est interprété en anglais par la chanteuse Indila et produite par Skalpovich. Le single se classe d'entrée dans le top 20 en France dans la semaine du 21 mai 2012. En Belgique (Wallonie), Dreamin atteint la 8e place et la 65e place en Suisse. Le clip fut tourné aux USA, réalisé par J.G BIGGS

## Classement par pays
| Classement (2012)                       | Meilleure position |
| --------------------------------------- | ------------------ |
| Belgique (Wallonie Ultratop 50 Singles) | 8                  |
| France (SNEP)                           | 14                 |
| France (Airplay)                        | 11                 |
| Suisse (Schweizer Hitparade)            | 65                 |